# 帕利亞瓦姆河

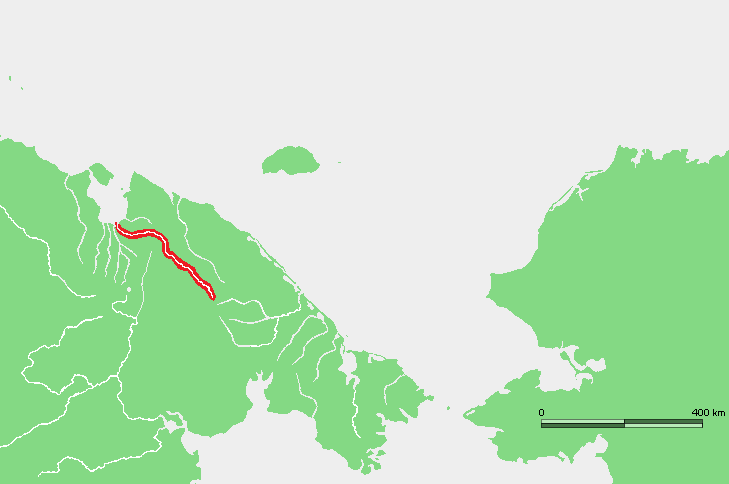

帕利亞瓦姆河是俄羅斯的河流，由楚科奇自治區負責管轄，河道全長416公里，發源自楚科奇高原，最終注入東西伯利亞海的恰翁灣。
68°49′N 170°45′E / 68.817°N 170.750°E